# Karel Dobrý
Karel Dobrý (* 2. května 1969 Karlovy Vary) je český divadelní, filmový, televizní a dabingový herec, který natáčí i pro zahraniční produkce.
Stálé angažmá měl v Divadelním spolku Kašpar (1991–1993) a v Divadle Na zábradlí (1993–2002), poté pohostinsky účinkoval na různých scénách. Po ročním hostování se začátkem roku 2014 stal členem činoherního souboru pražského Národního divadla. Za dvojroli v inscenaci Církev byl nominován na Cenu Alfréda Radoka za nejlepší mužský herecký výkon roku 2012. Za hlavní roli Andreje Daniloviče v inscenaci Den opričníka obdržel Cenu Alfréda Radoka za nejlepší mužský herecký výkon roku 2013, Cenu Divadelních novin za herecký výkon sezóny 2012/13 bez ohledu na žánr a byl rovněž nominován na Cenu Thálie za mimořádný jevištní výkon v oboru činohra.

## Životopis
Jeho rodiče v době, kdy mu bylo šest měsíců, se rozešli. Jelikož na jeho výchovu jeho matka sama nestačila, dala jej po nějaké době do péče svých rodičů. Jeho otec, primář rentgenologie, o něj nikdy nejevil zájem. Karel jej viděl jednou jedinkrát až v dospělosti, kdy před ním prásknul dveřmi svého bytu.
Když mu bylo osm, jeho dědeček, povoláním stavař, odjel stavět pneumatikárnu do Sýrie a rodinu vzal s sebou. Karel tam s nimi zůstal až do svých dvanácti let, a studoval tam na ruské škole, kde si vedle ruštiny jako hlavního vyučovacího jazyka osvojil i angličtinu, ale i základy arabštiny. V Sýrii byl také – jak sám vzpomíná – dvakrát unesen, jednou musel před spolužáky, kteří jej šikanovali, přísahat na svou víru v Alláha. V rozhovoru pro iDNES.cz uvedl: „To když nás s Alešem Budínem, klukem z Brna, se kterým jsme tam byli přes dva roky, jednou arabský kluci chytili a řekli, že nás zabijou, jestli nebudeme přísahat. Jeden měl kámen, druhý tyč, třetí vzduchovku. Tak jsme přísahali. Jeden z nich mě pak vzal domů na oběd a stali se z nás nejlepší kamarádi. Mimochodem – dodnes si tu přísahu nazpaměť pamatuji.“ Byl mnohokrát svědkem nemilosrdného vyřizování účtů mezi jednotlivými Syřany.[zdroj?]
Po návratu do Prahy a dokončení základního studia absolvoval jeden semestr na Vysoké škole ekonomické, ale poté odešel na DAMU, kde však studia nedokončil. Nejdříve získal angažmá v Divadelním spolku Kašpar a následně působil deset let v Divadle Na zábradlí (1993–2002). V roce 2014 se stal členem Činohry pražského Národního divadla. Za inscenaci Den opričnika získal v roce 2013 Cenu Alfréda Radoka za nejlepší mužský herecký výkon. Angažmá v ND ukončil k 31. 8. 2017.
Díky svému charismatu se již nedlouho po svém prvním angažmá začal objevovat v televizi a ve filmech. Po úspěšném satirickém pořadu Česká soda, kde většinou působil jako moderátor nebo skečař reklamních parodií, se začal objevovat ve filmech zahraničních produkcí nebo koprodukcí. Mezi nimi je vhodné jmenovat seriál Mladý Indiana Jones, Duna a Děti Duny, ale také především výraznou vedlejší roli padoucha ve filmu Mission: Impossible, jejíž úvodní část se odehrává přímo v Praze. V domácí produkci bylo přelomové jeho obsazení do filmů Kytice a Pramen života, kde hrál nemilosrdného SS-manna Odilla. Jeho zatím poslední významnou rolí je kardinál Giovanni Colonna v televizním seriálu Borgia.
Sporadicky se dnes věnuje dabingu a účinkováním v reklamách.

## Zajímavosti
Mluví několika jazyky, díky čemuž účinkoval v mnoha zahraničních filmech. Mluví plynně rusky, německy, anglicky. Arabsky doposud zvládá násobilku a někdy i arabsky nadává.
Často doprovází svým hlasem některé české reklamy. Nejvýznamnější je jeho účinkování v reklamách na Pilsner Urquell a na produkty Pojišťovny Allianz.
Má tři děti. S překladatelkou Evou Turnovou dceru Johanu a s kostýmní výtvarnicí a dlouholetou partnerkou Terezou Hrzánovou syny Cyrila a Diviše.
Delší čas se léčil ze závislosti na alkoholu, která se projevovala jeho zvýšenou agresivitou. Dle vlastních slov se ze závislosti zcela vyléčil. Na podzim roku 2000 přišel o pravý malíček (konkrétně o 2/3), když skočil pod vlivem alkoholu do kašny.

## Filmové a televizní role (výběr)
- 2025 – Tichá pošta, režie Ján Sebechlebský
- 2023 – Bod obnovy, režie Robert Hloz
- 2022 – Služka, režie Mariana Čengel Solčanská
- 2022 – Zakletá jeskyně, režie Mariana Čengel Solčanská
- 2021 – Lidi krve, režie Miroslav Bambušek
- 2021 – Emperor, režie Lee Tamahori
- 2021 – Ubal a zmiz, režie Adam Hobzik
- 2021 – Evropské kmeny, režie Florian Baxmeyer, Philip Koch
- 2020 – Místo zločinu Ostrava, Richard Lukeš, režie Dan Wlodarczyk, Jan Hřebejk, Jiří Chlumský
- 2020 – Maestro, režie Eva Doležalová
- 2020 – Daria, režie Matěj Pichler
- 2019 – Marie Terezie II, vévoda de Belle-Isle, režie Robert Dornhelm
- 2019 – Skleněný pokoj, Laník, režie Julius Ševčík
- 2019 – Případ dvou sester, Rudolf Káš, režie Lucie Bělohradská
- 2018 – Emperor, Dekeyser, režie Lee Tamahori
- 2018 – Hastrman, baron Johann Salmon de Caus, režie Ondřej Havelka
- 2018 – Trinity, režie Patrick Boivin
- 2018 – Tátové na tahu, Lubor Knopp, režie Jiří Chlumský, Martin Kopp
- 2018 – Bůh s námi – od defenestrace k Bílé hoře, Jindřich Matyáš Thurn, režie Zdeněk Jiráský
- 2018 – Zahradnictví: Tři sestry, Karel Rohnov, režie Jan Hřebejk
- 2017 – Bohéma, Václav Kopecký, režie Robert Sedláček
- 2017 – Četníci z Luhačovic (TV seriál), Radomír Vlach, druhý velitel, režie Biser Arichtev, Peter Bebjak, Dan Wlodarczyk
- 2017 – Austerlitz Advent, režie Josef Abrhám ml.
- 2017 – Dobrodruzi, režie Stephen Fung
- 2017 – Milada, sovětský poradce M. T. Lichačev, režie David Mrnka
- 2017 – Zahradnictví: Dezertér, Nápadník a Rodinný přítel (filmová trilogie), režie Jan Hřebejk
- 2017 – Čertoviny, Lucifer, režie Zdeněk Troška
- 2016 – Lída Baarová, režisér Gerhard Lamprecht, režie Filip Renč
- 2016 – Strašidla, upír Ignác, režie Zdeněk Troška
- 2015 – Dítě číslo 44, režie Daniel Espinosa
- 2015 – Policie Modrava (TV seriál), režie Jaroslav Soukup
- 2014 – Život a doba soudce A. K., advokát Rytíř, režie Robert Sedláček, Radim Špaček, Bohdan Sláma
- 2013 – Cirkus Bukowsky (TV seriál), Hartman, právník, režie Jan Pachl
- 2013 – České století, epizoda Den po Mnichovu (TV), Lev Prchala, generál, režie Robert Sedláček
- 2010 – Vyprávěj (TV seriál), Matěj Stránský, režie Biser A. Arichtev
- 2012 – Ve stínu, režie David Ondříček
- 2012 – Tigre v meste, Kužnikov, režie Juraj Krasnohorský
- 2012 – Pohřešovaný / Missing (TV seriál), Muž s kávou, režie Stephen Shill, Paul Edwards, Phil Abraham, James Strong
- 2012 – Ghost Recon: Alpha, režie François Alaux, Hervé de Crécy
- 2011 – Znamení koně (TV seriál), Karel Dejmek, režie Milan Cieslar
- 2011 – 4teens (TV seriál), Láďa Kocman, poručík, režie Pavel Jandourek
- 2011 – Borgia (TV seriál), režie O. Hirschbiegel, M. Hüseyin, D. Walsh, Ch. Schrewe, T. Vincent, A. Rachel Tsangari
- 2009 – Dům U Zlatého úsvitu (TV), Acrux, režie Pavel Jandourek
- 2009 – Jánošík – Pravdivá historie, Plavčík, režie Kasia Adamik a Agnieszka Holland
- 2009 – Jménem krále, Adalbert z Jestřebí, režie Petr Nikolaev
- 2009 – Klub osamělých srdcí (TV), Jagol, režie Petr Nikolaev
- 2009 – Ocas ještěrky, Čihák, režie Ivo Trajkov
- 2009 – Strážce duší, epizoda Propast věků (TV), Richard, režie Pavel Jandourek
- 2008 – Bathory, Velitel královské gardy, režie Juraj Jakubisko
- 2007 – Četnické humoresky, (TV seriál), režie Antonín Moskalyk a Pavlína Moskalyková
- 2007 – Maharal – Tajemství talismanu, Recepční, režie Pavel Jandourek
- 2004 – Devátý den, Bertram – Raportführer, režie Volker Schlöndorff
- 2004 – Krev zmizelého, Brand, doktor, režie Milan Cieslar
- 2003 – Děti planety Duna (TV seriál), Korba, režie Grek Yaitanes
- 2003 – Krysař, Ďábel & Osud, režie F. A. Brabec
- 2003 – Nezvěstný (TV), Hušner, režie Pavel Kačírek
- 2003 – Tajemný svícen (TV), Ďábel, režie Moris Issa
- 2002 – Doktor Živago (TV), Majakovskij, režie Giacomo Campiotti
- 2002 – Trosečníci (TV), Jirka (povídka Kráska a netvor), režie Tomáš Krejčí
- 2001 – Černí andělé, epizoda Červená karta (TV), Panenka, režie Igor Chaun
- 2001 – Deník Anne Frankové (TV), Velitel, režie Robert Dornhelm
- 2001 – Příběh rytíře, Flanderský král zbraně, režie Brian Helgeland
- 2000 – Der Lebensborn – Pramen života, Odillo, režie Milan Cieslar
- 2000 – Duna (TV seriál), Liet-Kynes, režie John Harisson
- 2000 – Jabloňová panna (TV), Kníže, režie Milan Cieslar
- 2000 – Kytice, Král (balada Zlatý kolovrat), režie F. A. Brabec
- 1998 – Česká soda, střihový pořad
- 1998 – Dívka tvých snů, Leo, ruský Žid, režie Fernando Trueba
- 1996 – Mission: Impossible, Matthias, režie Brian De Palma
- 1996 – Jak se dělá opera (TV), Zloděj, režie Petr Weigl
- 1995 – Mladý Indiana Jones: Útok jestřábů (TV), Göring, režie Ben Burtt
- 1995 – Sacred Cargo, Barishvili, režie Alexander Buravsky
- 1995 – UŽ, Drsňák, režie Zdeněk Tyc
- 1994 – Jak si zasloužit princeznu, Nejsilnější, režie Jan Schmidt
- 1994 – Maigretova trpělivost (TV), Číšník v baru Tropical, režie Andrzej Kostenko
- 1993 – Česká soda (TV cyklus)
- 1991 – Elektro, má lásko (TV), Orestés, režie Jiří Věrčák

## Divadelní role (výběr)
- 2017 – Daniel Špinar, 420PEOPLE: Křehkosti, tvé jméno je žena, Muž, Nová scéna, režie Daniel Špinar
- 2016 – A. P. Čechov: Tři sestry, Alexandr Veršinin, Stavovské divadlo, režie Daniel Špinar
- 2015 – Martin Vačkář, Ondřej Havelka: V rytmu swingu buší srdce mé, Major Traxler, Národní divadlo, režie Ondřej Havelka
- 2014 – William Shakespeare: Othello, benátský mouřenín, titul. role, Stavovské divadlo, režie Daniel Špinar
- 2014 – Molière: Tartuffe Impromptu! (variace na Molièrovu hru), Tartuffe, Národní divadlo – Stavovské divadlo, režie Jan Nebeský
- 2014 – Josef Kajetán Tyl: Strakonický dudák aneb Hody divých žen, Pantaleon Vocilka, Národní divadlo, režie Jan Antonín Pitínský
- 2013 – Stefano Massini: Ohlušující pach bílé, Vincent van Gogh, Národní divadlo – Divadlo Kolowrat, režie Lucie Bělohradská
- 2013 – William Shakespeare, Lucie Trmíková: Kabaret Shakespeare, Kazatel, Studio Damúza / Experimentální prostor NoD, režie Jan Nebeský
- 2013 – Vladimir Sorokin, Kamila Polívková: Den opričníka, Andrej Danilovič, Studio Hrdinů ve Veletržním paláci, režie Kamila Polívková, Cena Alfréda Radoka za nejlepší mužský herecký výkon roku 2013, Cena Divadelních novin za herecký výkon sezóny 2012/13 bez ohledu na žánr, nominace na Cenu Thálie za mimořádný jevištní výkon v oboru činohra
- 2012 – William Shakespeare: Troilus a Kressida, Odysseus, Národní divadlo, režie David Radok
- 2012 – Louis-Ferdinand Céline, Jan Horák: Církev, Bardamu, lékař & Louis-Ferdinand Céline, Studio Hrdinů ve Veletržním paláci, režie Michal Pěchouček, Jan Horák, nominace na Cenu Alfréda Radoka za nejlepší mužský herecký výkon roku 2012
- 2012 – William Shakespeare: Richard III., Vévoda z Buckinghamu, Letní shakespearovské slavnosti, režie Martin Huba
- 2012 – Miroslav Bambušek, Jan Horák: Buzní kříž, Lukrécie, MeetFactory Praha, režie Miroslav Bambušek
- 2011 – Janek Ledecký, Jan Potměšil: Vánoční zázrak aneb Sliby se maj plnit o Vánocích, Radan, Divadlo Broadway, režie Radek Balaš
- 2009 – Michal Horáček, Petr Hapka: Kudykam, Kudykam, Státní opera Praha, režie Dodo Gombár
- 2009 – Louis-Ferdinand Céline, Miroslav Bambušek, Jan Horák: Skočná, Louis-Ferdinand Céline, MeetFactory Praha, režie Miroslav Bambušek
- 2009 – Michal Pěchouček: Muži malují, Hubínek, MeetFactory Praha, režie Michal Pěchouček, Jan Horák
- 2009 – Miloš Orson Štědroň: Kabaret Ivan Blatný, Muž, Divadlo Komedie, režie Jan Nebeský
- 2008 – Michal Pavlíček, Jiří Pokorný, Marie Reslová: Obraz Doriana Graye (muzikál), Henry Wotton, Divadlo Ta Fantastika, režie Jiří Pokorný
- 2004 – Philip Glass: V kárném táboře, Odsouzený (hraná role v operní inscenaci), Divadlo Archa a další scény, režie Miroslav Bambušek
- 2004 – Egon Tobiáš: Solingen (Rána z milosti), Horacio, Divadlo Komedie, režie Jan Nebeský
- 2003 – George Tabori: Kanibalové, Klaub, student medicíny, Divadlo Komedie, režie Jan Nebeský
- 2002 – William Shakespeare: Král Lear, Edmund, nemanželský syn hraběte z Glostru, Letní shakespearovské slavnosti, režie Martin Huba
- 2001 – Egon Tobiáš, Jan Nebeský, Martin Dohnal: JE SUiS, Farář, Divadlo Na zábradlí, režie Jan Nebeský
- 2001 – Bedřich Smetana: Dalibor, Zdeněk (hraná role v operní inscenaci), Národní divadlo, režie Jan Antonín Pitínský
- 2001 – Jean-Claude Carrière: Terasa, Maurice, Divadlo Na zábradlí, režie Jiří Pokorný
- 2000 – Alexandr Nikolajevič Ostrovskij: Výnosné místo, Vasilij Nikolajevič Žadov, Divadlo Na zábradlí, režie Sergej Fedotov
- 1999 – Ladislav Smoljak: Malý Říjen, Slovák Juraj Slovák, Divadlo Na zábradlí, režie Ladislav Smoljak
- 1999 – Thomas Bernhard: Divadelník, Ferruccio, syn, Divadlo Na zábradlí, režie Jan Antonín Pitínský
- 1997 – Anton Pavlovič Čechov: Ivanov, Jevgenij Lvov, mladý lékař, Divadlo Na zábradlí, režie Petr Lébl
- 1997 – Olja Muchinová: Táňa, Táňa, Ivanov, Divadlo Na zábradlí, režie Jan Antonín Pitínský
- 1995 – John Kander, Fred Ebb, Joe Masteroff: Cabaret, Rudolf Schultz, Divadlo Na zábradlí, režie Petr Lébl
- 1994 – Anton Pavlovič Čechov: Racek, Boris Trigorin, spisovatel, Divadlo Na zábradlí, režie Petr Lébl
- 1994 – Ladislav Stroupežnický: Naši Naši furianti, Filip Dubský, starosta, Divadlo Na zábradlí, režie Petr Lébl
- 1993 – Jan Antonín Pitínský: Pokojíček, Jiří, Divadlo Na zábradlí, režie Petr Lébl
- 1992 – Cliff A. Moustache: Mr. Bojangles, Joe (činoherní role v angličtině), Nordic Black Theatre v norském Oslu, režie Cliff A. Moustache
- 1992 – Heinrich von Kleist: Katynka, Bedřich Veter, hrabě z Hvězdy, Divadelní spolek Kašpar, režie Michal Dočekal
- 1991 – Edmond Rostand: Cyrano, Kristián de Neuvillette & De Valvert, Divadelní spolek Kašpar, režie Jakub Špalek
- 1991 – Robert David MacDonald: Summit (Dámská schůzka na nejvyšší úrovni), Vojín, Divadlo Rokoko, režie Lída Engelová

## Rozhlasové role
2016 William Shakespeare: Sen noci svatojánské, Český rozhlas, překlad: Martin Hilský, rozhlasová adaptace: Klára Novotná, režie: Martina Schlegelová, dramaturgie: Renata Venclová, zvukový design a hudba: Jakub Rataj, produkce: Radka Tučková a Eva Vovesná. Osoby a obsazení: Karel Dobrý (Oberon), Helena Dvořáková (Titanie), Pavla Beretová (Puk), Viktor Preiss (Hrášek), Josef Somr (Hořčička), Jaroslav Kepka (Pavučinka), Miroslav Krobot (Poříz), David Novotný (Klubko), Martin Myšička (Střízlík), Václav Neužil (Píšťala), Hynek Čermák (Fortel), Klára Suchá (Hermie), Tereza Dočkalová (Helena), Petr Lněnička (Lysandr), Jan Meduna (Demetrius), Kamil Halbich (Theseus), Tereza Bebarová (Hippolyta), Jan Vondráček (Egeus) a další.